# Петко Тодоров
Петко Тодоров (болг. Петко Тодоров; нар. 26 вересня 1879, Елена — пом. 14 лютого 1916, Шато-Д'є, кантон Во, Швейцарія) — болгарський поет, прозаїк і драматург, юрист.

## Біографія
Народився в заможній сім'ї. Його батько Юрдан Тодоров був однією з найвпливовіших особистостей напередодні звільнення Болгарії й після. У його сестру Міну Тодорову був закоханий основоположник болгарського символізму поет Пейо Яворов.
Середню освіту здобув у Франції, потім вивчав право в Берні й слов'янську філологію в Берлінському університеті, де під керівництвом професора Александера Брюкнера написав дисертацію. У 1902 Тодоров відвідав Прагу, щоб досліджувати славістичні тексти в Чеській народній бібліотеці для написання дисертації.
У той час він — прихильник актуальної в той період ідеї про спільнослов'янське об'єднання, пізніше стає одним з найбільш ревних послідовників вчення Льва Толстого.
У 1890-ті перебував під впливом соціалістичних ідей. Співпрацював із пресою, публікуючи статті з суспільно-політичних питань.
У 1905 був серед засновників Болгарської Радикально-демократичної партії.
Увійшов у літературний гурток «Мисъл» (членами якого також були Крастьо Крастев, Пейо Яворов і Пенчо Славейков).
З березня 1912 лікувався від туберкульозу на Капрі. Під час Першої світової війни дружив із Троцьким.
Помер у Швейцарії від туберкульозу. У 1921 його прах був перевезений у Софію.

## Творчість
Автор шести закінчених п'єс, розкривають гострі моральні й соціальні конфлікти:
- «Будівельники» («Зидари», 1901)
- «Самодива» («Самодива», 1904)
- «Страхіль — страшний гайдук» («Страхил страшен хайдутин», 1905)
- «Перші» («Първите», 1907–1912)
- «Наречена Боріана» ("«Невяста Боряна», 1908)
- «Весілля Змія» («Змейова сватба», 1910).